# 2015年ハンティ・マンシースクデフリンピックの日本選手団
2015年ハンティ・マンシースクデフリンピックの日本選手団（ - にほんせんしゅだん）は、2015年3月28日から4月5日まで開催された第18回冬季デフリンピック競技大会における日本選手団の名簿。選手名および所属・記録は2015年当時のもの。

## 概要

### 選手団
- 団長：太田陽介（一般財団法人全日本ろうあ連盟（JFD）理事・スポーツ委員長）
- 総監督：粟野達人（一般財団法人全日本ろうあ連盟（JFD）スポーツ委員会国際事業部長）
- 主将：高嶋弘貴（アルペンスノーボード）
- 旗手：花島良子（スノーボードハーフパイプ）

### 公式行事
- 結団式

日時：2015年3月26日
場所：成田空港第1ターミナル待合室
- 解団式

日時：2015年4月6日
場所：シェレメーチエヴォ国際空港ホテルノボテル

## メダル獲得者
メダル総獲得数は5個を獲得（世界全体で5番目）、金メダルは3個獲得した。
| メダル | 選手名     | 競技         | 種目             | 日付（現地） | 備考 |
| ------ | ---------- | ------------ | ---------------- | ------------ | ---- |
| 金     | 原田上     | スノーボード | 大回転           |              |      |
| 金     | 原田上     | スノーボード | 回転             |              |      |
| 金     | 花島良子   | スノーボード | 女子ハーフパイプ |              |      |
| 銀     | 大川摩耶子 | スノーボード | 女子ハーフパイプ |              |      |
| 銅     | 津久井康友 | スノーボード | 男子ハーフパイプ |              |      |

| 競技         |   |   |   | 計 |
| ------------ | - | - | - | -- |
| スノーボード | 3 | 1 | 1 | 5  |
| 計           | 3 | 1 | 1 | 5  |

## 種目別選手・スタッフ名簿

### アルペンスキー
男子
- 中村晃大
  - 滑降 - 16位（1分22秒05）
  - スーパー大回転 - 11位（1分26秒17）
  - 複合 - 9位（2分08秒97）
  - 大回転 - 6位（1分10秒29＋1分09秒79＝2分20秒08）
  - 回転 - 4位（35秒29＋40秒12＝1分15秒41）
- 北城大地
  - スーパー大回転 - 23位（1分30秒12）
  - 複合 - 9位（2分12秒32）
  - 大回転 - 7位（1分11秒59＋1分10秒83＝2分22秒42）
  - 回転 - 失格

女子
- 小林育実
  - 大回転 - 8位（1分23秒99＋1分19秒87＝2分43秒86）
  - 回転 - 6位（44秒52＋49秒88＝1分34秒40）

代表
- 田中照也

監督兼コーチ、通訳
- 西裕之（学校法人名古屋電気学園）

サービスマン
- 永田憲市郎（有限会社エタニティフィールド）

庶務兼通訳
- 豊島清美